# Сухорічка (Бузулуцький район)
Сухорі́чка (рос. Сухоречка) — село у складі Бузулуцького району Оренбурзької області, Росія.
Саме в цьому селі 19 квітня 1919 року вперше бійці Червоної армії прийняли присягу на вірність щойно утвореному СРСР.

## Населення
Населення — 1278 осіб (2010; 1152 у 2002).
Національний склад (станом на 2002 рік):
- росіяни — 92 %